# Saranda
Saranda (albánsky též Sarandë (v toskičtině), řecky Άγιοι Σαράντα, italsky Santi Quaranta) je přístavní město na jihu Albánie, nedaleko hranic s Řeckem. Turistické letovisko se nachází v regionu známém jako tzv. Severní Epirus (v řeckých pramenech), resp. Chameria (v albánských pramenech).

## Název
Název města pochází od byzantského kláštera Agioi Saranda (řecky  Άγιοι Σαράντα), který znamená v češtině Čtyřicet svatých a odkazuje na Čtyřicet mučedníků ze Sebaste. Používá se zhruba od 5. až 6. století. V dobách turecké nadvlády bylo město známo pod názvem Aya Sarandi a později jako Sarandoz. Benátčané jej ve svých mapách nazývali Santi Quaranta a tento název se v italsky mluvícím prostředí dobře ujal. Byl proto užíván později na různých italských mapách.

## Přírodní poměry

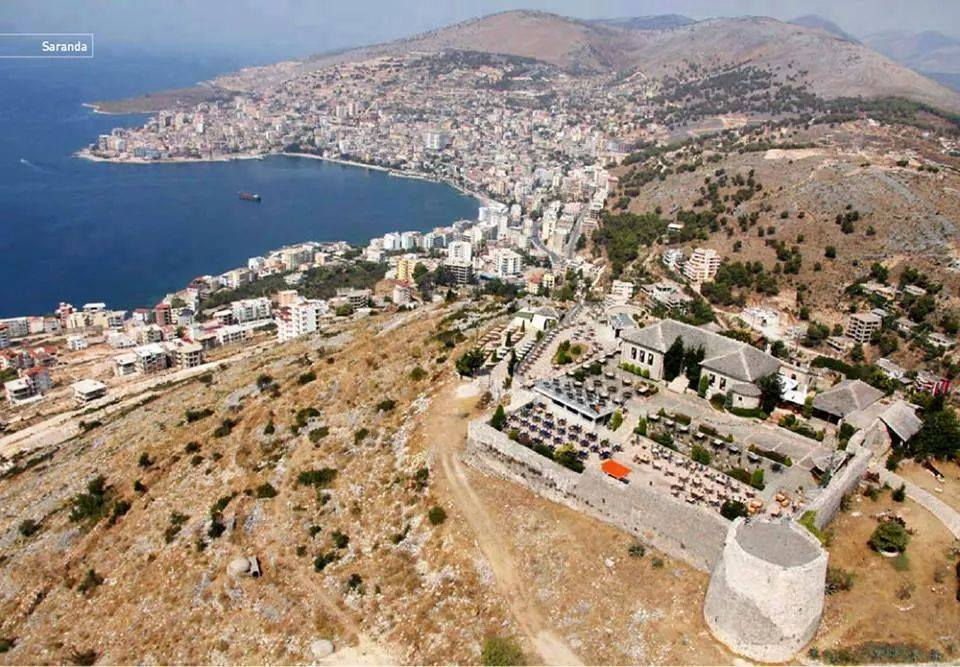
Letecký pohled na hrad a přírodní záliv.

Město Saranda se nachází na samém jihu Albánie, na pobřeží Jónského moře, ve vzdálenosti 280 km jižně od metropole Tirany a 35 km severně od hraničního přechodu Konispol s Řeckem. Samotné město se rozkládá na svazích, které prudce klesají k mořskému pobřeží. Jeho zástavba je rozmístěna okolo malého a nepříliš chráněného zálivu, který obklopují 200 až 400 m vysoké kopce (Mali i Lëkurësit).
Severně od města tyto svahy dále přecházejí v horské hřebeny, jižně se potom nacházejí úrodná pole (tzv. Vrionské pole) a široká údolí. Pobřeží moře zde má četné zálivy a pláže. Jižně od města pak ústí do moře řeka Bistrica. Ta obtéká hřebeny obklopující samotný záliv. Její ústí do moře má podobu kaňonu.
Město patří k nejteplejším na území Albánie, průměrná roční teplota zde dosahuje 17,6 °C.

## Podnebí
Saranda má teplé středomořské podnebí. Počet slunečních dní se zde pohybuje okolo 300 ročně.[zdroj?] Průměrná lednová teplota se pohybuje mezi 8,6 až 13,3 °C. Od května do října teploty neklesají pod 20 °C, maximální teploty však od června do srpna málokdy překračují 40 °C. Roční úhrn srážek činí 1100–1740 mm, většina srážek spadne v zimě, naopak v létě téměř vůbec neprší. Sníh a silný vítr jsou v Sarandě velmi řídké.

## Historie

### Období antiky
V dobách antiky bylo město známo pod řeckými názvy Onchesmos (řecky Ογχησμος), resp. Anchiasmos, a bylo řeckou osadou, která úspěšně obchodovala s dalšími řeckými sídly na pobřeží Středozemního moře. Předpokládá se, že Řekové ji osídlili někdy v 6. století př. n. l. Neví se přesně, kdy tento název město přijalo, ale bylo pod ním zmíněno dvakrát ještě v období římské republiky. Římané oblast dnešního města získali v roce 167 př. n. l. Objevilo se rovněž na římské mapě ze 4. století. Město bylo obehnáno hradbami a nacházelo se při pobřeží západně od místního přístavu. Procházela ním dnešní Skanderbegova ulice (albánsky Rruga Skënderbeu). Také proto lze v této lokalitě najít nejvíce historických památek.
Ve čtvrtém, resp. pátém století zde vznikla nejspíše první synagoga na území dnešní Albánie. Postavila ji místní židovská komunita, která byla v Sarandě přítomna již od roku 70. 

### Středověk a moderní doba
V roce 551 město vyplenili Ostrogóti, později se stalo cílem pirátských nájezdů gótských lodí. V roce 1191 nakonec zůstalo opuštěno, později není v různých středověkých dokumentech připomínáno vůbec. Nová středověká osada, která vznikla na počátku 15. století, získala název podle nedalekého kláštera, který se italsky jmenoval Agioi Saranta a vznikl v 6. století. Nachází se přibližně 1 km od centra moderního města. V blízkosti města vznikl také středověký hrad (Kalaja e Lëkurësit).

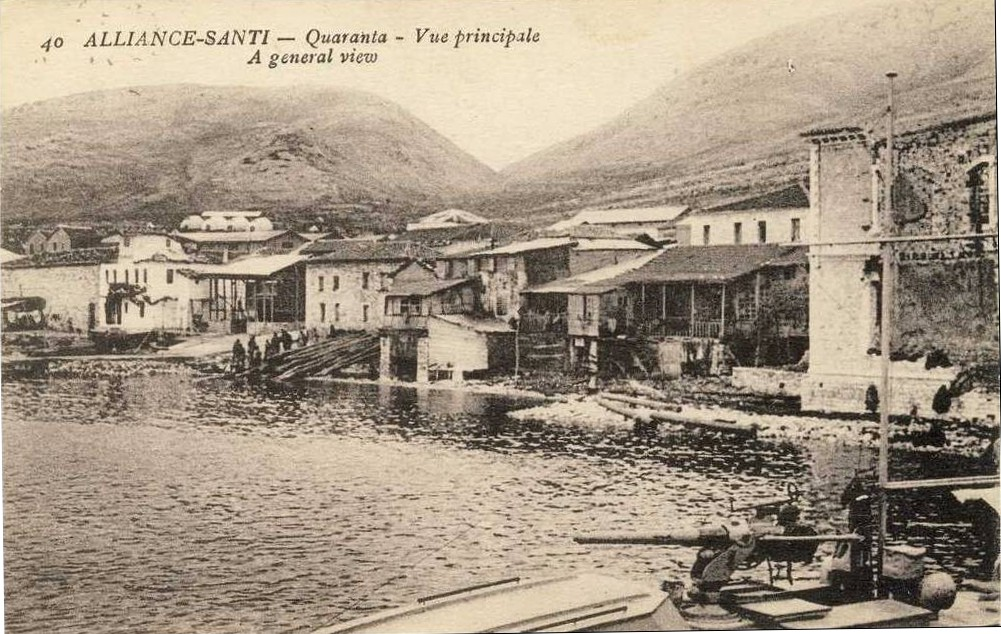
Pohled na přístav na počátku 20. století.

Od 15. století byla Saranda součástí Osmanské říše. Administrativně příslušela Delvinskému sandžaku.
V roce 1878 došlo v Sarandě k povstání řeckého obyvatelstva. Vzbouřenci proti turecké nadvládě obsadili ještě také nedaleké město Delvinë. Osmanské vojsko vzpouru potlačilo, vypálilo však okolo dvaceti vesnic.[zdroj?] Nepokoje probíhaly v Sarandě a celé jižní Albánii na přelomu 19. a 20. století pravidelně a podobně tak, jako tomu bylo v celém regionu. V roce 1907 vzbouřenci otevřeně napadali pracovníky turecké státní správy. V květnu 1908 byla v Sarandě vyrabována místní pošta a celní úřad.
Od roku 1912 bylo město součástí moderního albánského státu. Dvakrát bylo následně okupováno Řeckem, a to v letech 1913 a v roce 1914 (až do roku 1916). Vzhledem k tomu, že z období turecké vlády existuje jen málo zdrojů o dějinách samotné Sarandy, existují první fotografie města až z doby řecké okupace; ukazují na souvislou zástavbu okolo hlavní ulice a několik izolovaných budov v okolní krajině.
Pozdější vyjednávání mezi představiteli Autonomní republiky Severního Epiru (která Sarandu obsadila) a centrální vládou Albánie v Tiraně skončila tím, že Saranda bude sice součástí zmíněného útvaru, nicméně fakticky zůstane součástí Albánie.[zdroj?] Řecko i nadále usilovalo o získání oblasti, kde žil značný počet řeckého a pravoslavného obyvatelstva. Přestože po jednáních mocností byly hranice stanoveny, Řekové získali pouze přístav Ioannina, Sarandu však nikoliv.

### Saranda v nezávislé Albánii

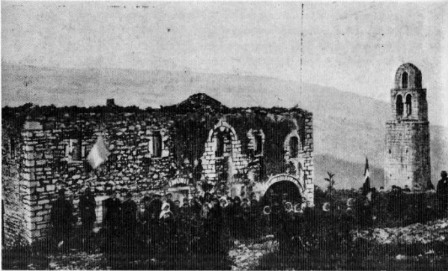
Pozůstatky původního ortodoxního kostela.

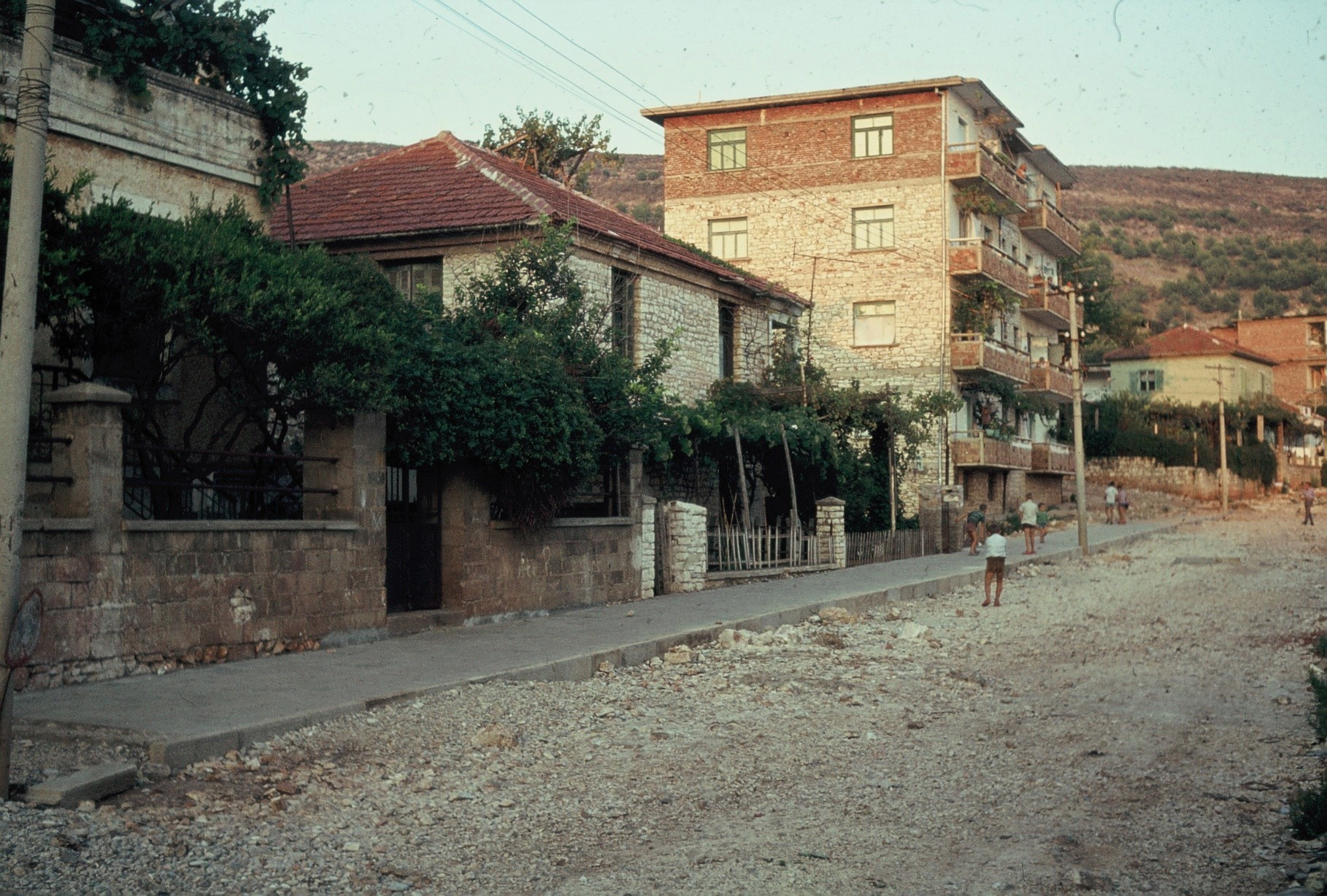
Ulice v Sarandě v roce 1978.

Po první světové válce mělo město jen něco málo přes sto obyvatel. V roce 1927 se tento počet zvýšil na 810 a ve třicátých letech získalo první moderní veřejné stavby a moderní silnice.
V roce 1939 Sarandu obsadili Italové, kteří ji považovali za strategický přístav a potřebné zázemí pro plánovanou invazi do Řecka. Město bylo pojmenováno na Porto Edda na počest nejstarší dcery Benita Mussoliniho. Poté, co vypukla válka s Řeckem, obsadily v prosinci 1940 Sarandu řecké jednotky, nicméně pouze na krátkou dobu. Na jaře 1941 obsadilo nacistické Německo Řecko a Řekové tak byli ze Sarandy vytlačeni. Pod italskou, resp. německou správou zůstala Saranda až do podzimu 1944. Italští okupační správci zamýšleli rozvíjet město jako turistické letovisko; zástavba se měla rozvíjet především po mořském břehu. V roce 1942 byl vypracován urbanistický plán italských architektů Leona Carmignaniho a Gherarda Bosia, který počítal s přestavbou středu města s velkým náměstím a sítí pravoúhlých ulic. Z nich po obou stranách pobřeží měly pokračovat resorty.
V závěru léta 1944 se uskutečnilo společné anglo–americké vylodění v blízkosti města, které mělo za cíl vypudit německou armádu. Dne 9. října 1944 vstoupily do Sarandy britské jednotky podporované místními partyzány. Den se dodnes slaví jako den osvobození města. Přestože britské námořnictvo původně plánovalo zřídit v přístavu permanentní základnu, britští vojáci nedlouho po svém příchodu z Albánie odešli. Albánští partyzáni vnímali možnost dlouhodobější přítomnosti britského loďstva podezřívavě.
Rozvoj města pokračoval po druhé světové válce. V roce 1957 žilo v Sarandě už 8,7 tisíc obyvatel a získala statut okresního města. V rámci různých programů socialistické výstavby byla Saranda industrializována a v okolních polích vznikly zavlažovací kanály. Byly zde vybudovány podniky potravinářského průmyslu. Město však nikdy nezískalo napojení na albánskou železniční síť. V jeho okolí vznikly rozsáhlé háje, kde byly pěstovány různé citrusové plody. O nich se zmiňoval i Enver Hodža v okamžiku zhoršení vzájemných vztahů se Sovětským svazem. Albánie byla údajně donucena těmito plody uspokojovat poptávku z východního bloku a stát se „banánovou republikou“ pro SSSR.
Od roku 1960 do roku 1982 počet obyvatel Sarandy rostl průměrným tempem 2,7 procenta ročně. V té době mělo město přibližně 15 tisíc obyvatel a jeho rozvoj byl velmi omezen kvůli izolaci Albánie a ekonomickému úpadku země. I komunistická vláda země nicméně pomýšlela na rozvoj Sarandy jako resortu. V rámci pracovních brigád byly okolní pusté kopce upraveny jako olivové háje. V letech 1990–2004 město zvýšilo tempo svého populačního růstu. Díky příchodu dalších obyvatel z různých částí Albánie, především venkova, mělo v roce 1999 26 512 obyvatel. Růst byl motivován také tím, že řada obyvatel z odlehlých a méně hospodářsky rozvinutých oblastí viděla v Sarandě šanci na lepší život především díky turistickému potenciálu města.

### Město po roce 1991

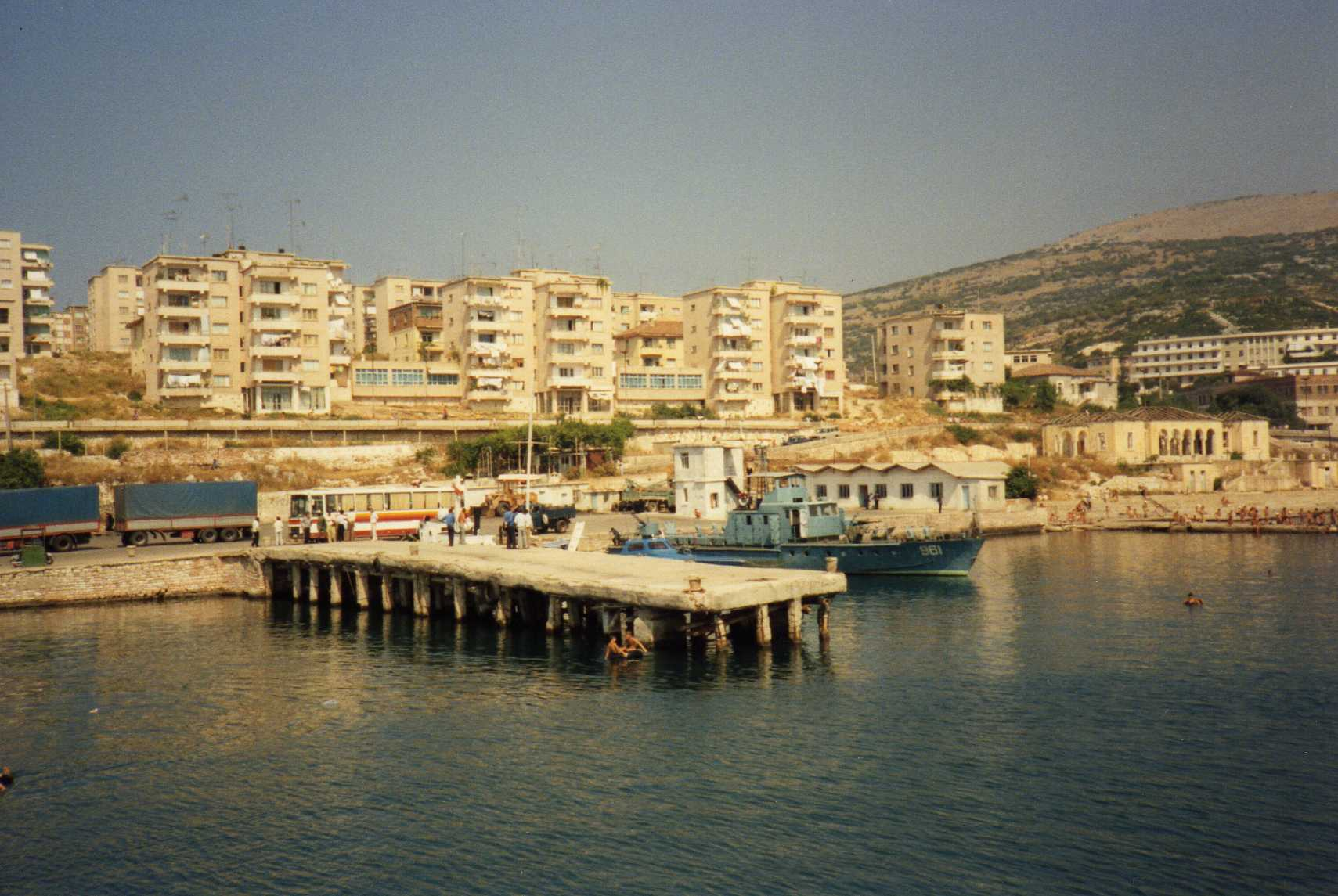
Saranda v roce 1991.

Po roce 1991 se začal kdysi zpustlý přístav rozvíjet do podoby turistického letoviska. O rok později ho nicméně zachvátila vlna protiřeckých násilností, která byla zaměřená na obchodníky, kteří byli řeckého původu a místní pobočku menšinové řecké politické strany.
V roce 1997 po pádech pyramidových her zde došlo k nepokojům. V Sarandě byly vyrabovány tři místní muzea. Vzbouřenci neloajální vládě Sali Berishi na krátkou dobu získali kontrolu nad městem. V roce 1999 zde žilo již cca dvacet pět tisíc obyvatel. 
Roku 2016 byla v Sarandě odhalena busta Hillary Clintonové.
Dnes je Saranda jedním z oblíbených turistických cílů a pro zemi má klíčový význam. Město se začalo rozšiřovat především na jih dále po pobřeží a na svazích okolních kopců až k Lëkurëské pevnosti; stavební boom umožnil vznik řady hotelů, živelný rozvoj nicméně způsobil škody na místním životním prostředí. V třetí dekádě 21. století působily různé iniciativy, které se věnovaly ochraně životního prostředí a mořského pobřeží, resp. jeho úklidu od odpadu. Měla by být také provedena kompletní přestavba promenády, která se táhne od místního přístavu přes záliv k jižnímu kraji města.
Klienti však byli dlouhou dobu především z řad Albánců. V roce 2021 se město stalo mimo jiné také oblíbenou destinací pro návštěvníky z nedalekého Srbska, stejně jako nemalá část albánské riviéry. Stalo se tak v souvislosti s pandemií nemoci COVID-19.

## Kultura a památky
V samotném městě lze najít několik historických památek. Jedná se například o Kostel sv. Mikuláše z Bari, který vznikl v byzantském stylu. Slouží místní ortodoxní komunitě.
Nad městem se u průsmyku Qafa e Gjashtes nachází středověká pevnost, resp. hrad Kalaja e Lëkurësit. Na druhé straně potom stojí samotný kostel čtyřiceti mučedníků, který dal samotnému městu v řeckém jazyce název.
Dochována je i místní synagoga, která odkazuje na přítomnost židovské komunity. Je jedna z nejstarších v Evropě.[zdroj?]
Z antických dob jsou dochovány části zdí a pozůstatky raně křesťanské baziliky. Stojí v samotném středu města. Jedinou památkou z dob Osmanské říše je stará mešita, která od roku 1967 neslouží svému účelu.
Ve městě stojí archeologické muzeum (albánsky Muzeu Arkeologjik) a také muzeum místních tradic, které stojí přímo na promenádě při místní pláži.
V blízkosti Sarandy existuje archeologické naleziště Butrint, které je albánskou památkou na seznamu UNESCO a vyvěračka Syri Kaltër (Modré oko). V okolí se potom nachází celá řada turisticky atraktivních hor a mořské pobřeží.

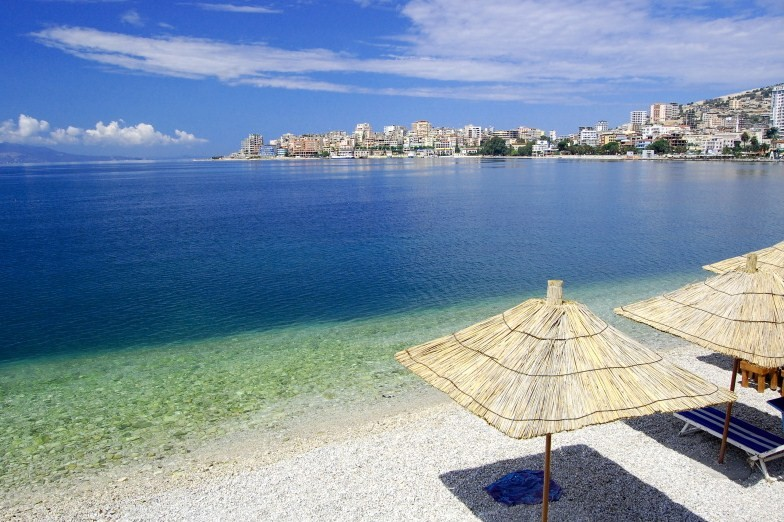
Pobřeží
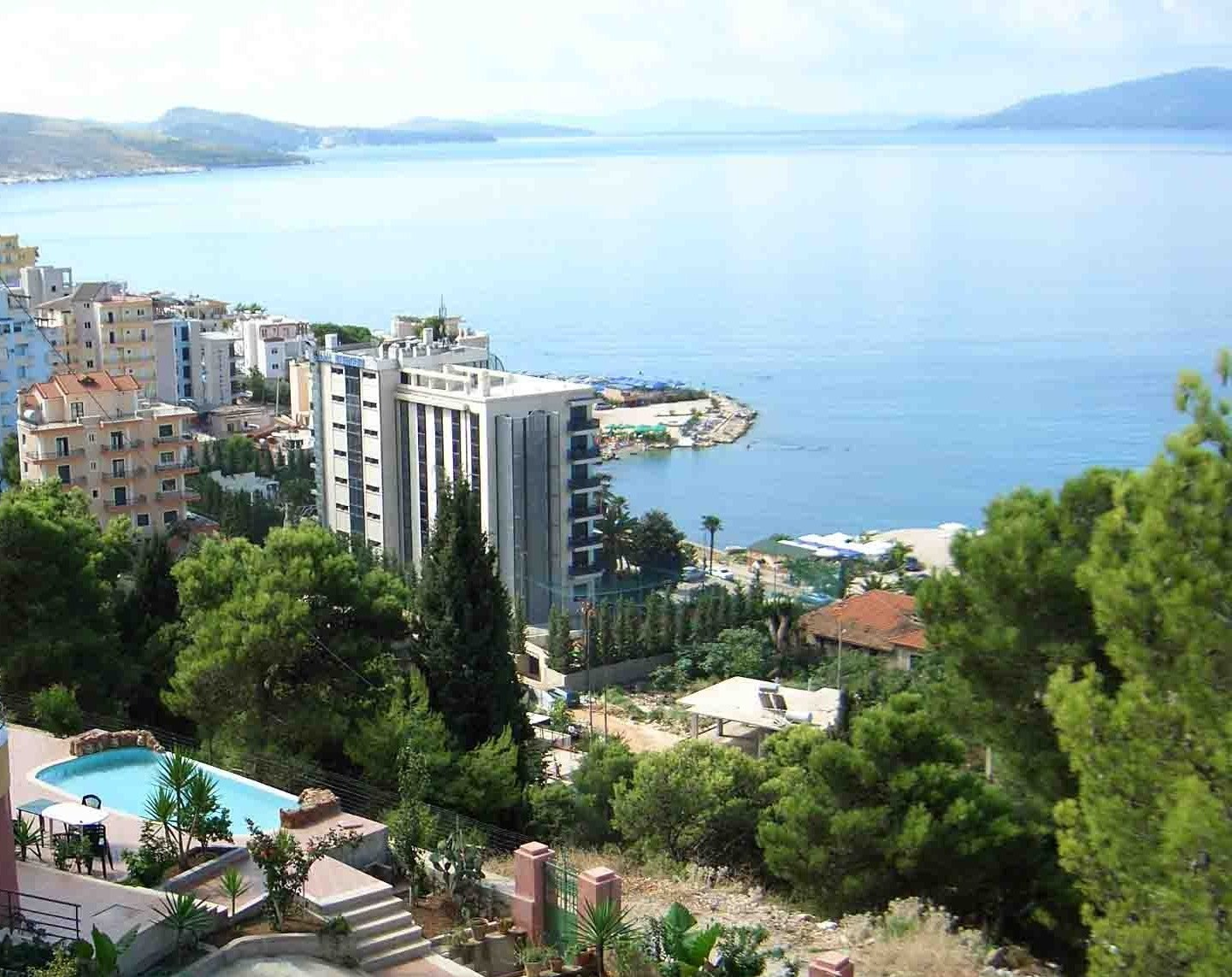
Domy v Sarandě
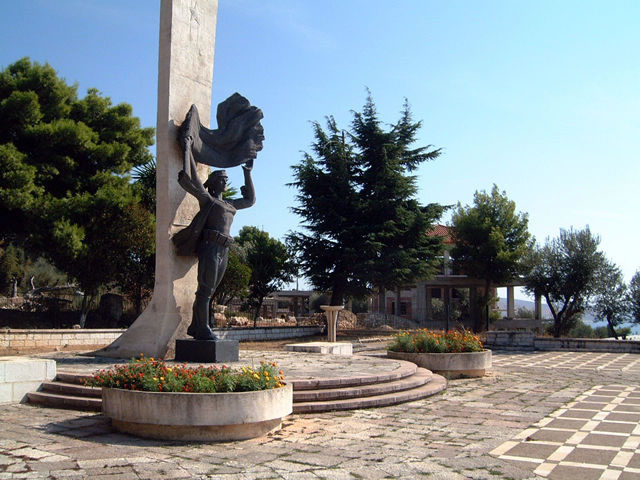
Památník partyzánů
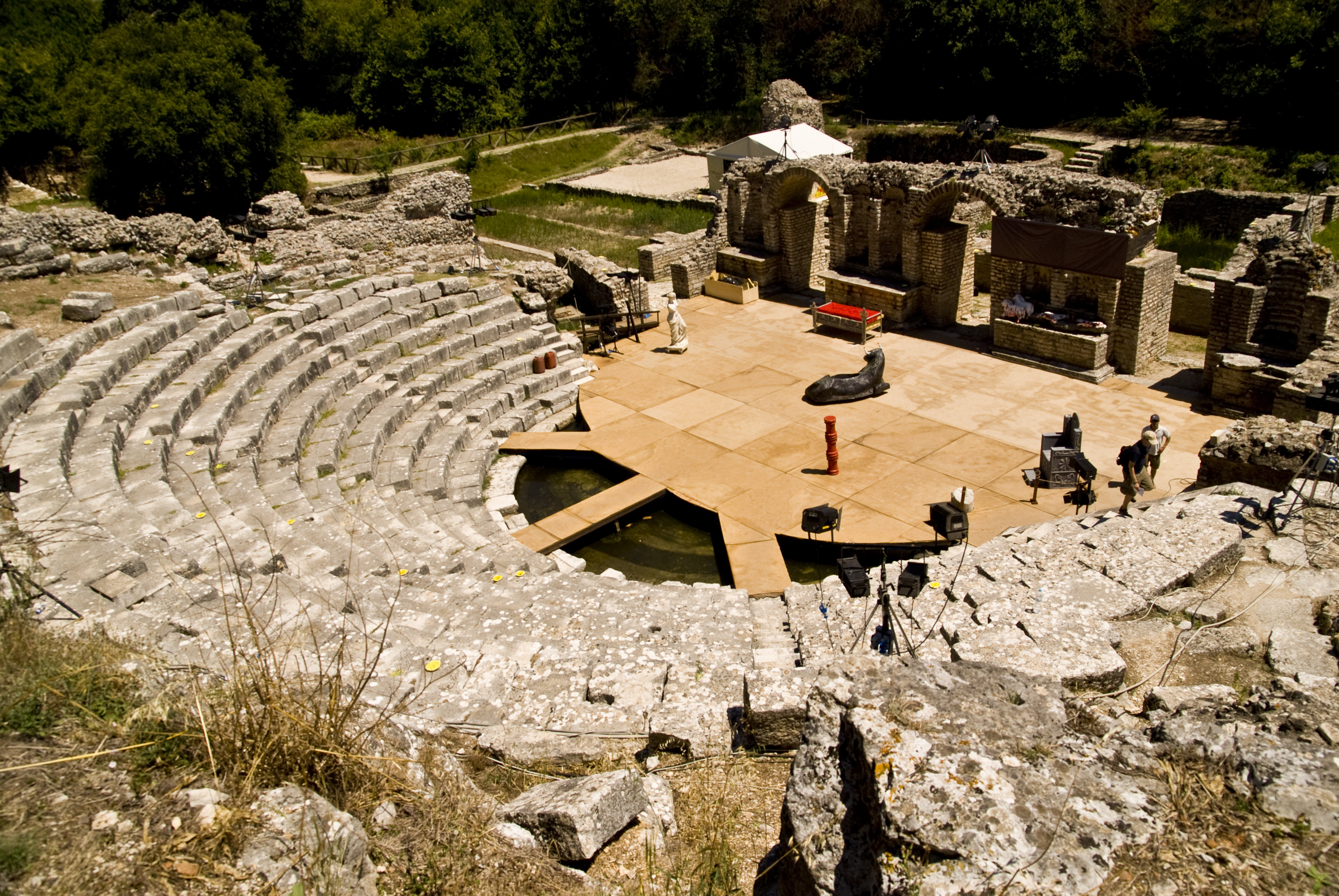
Butrint
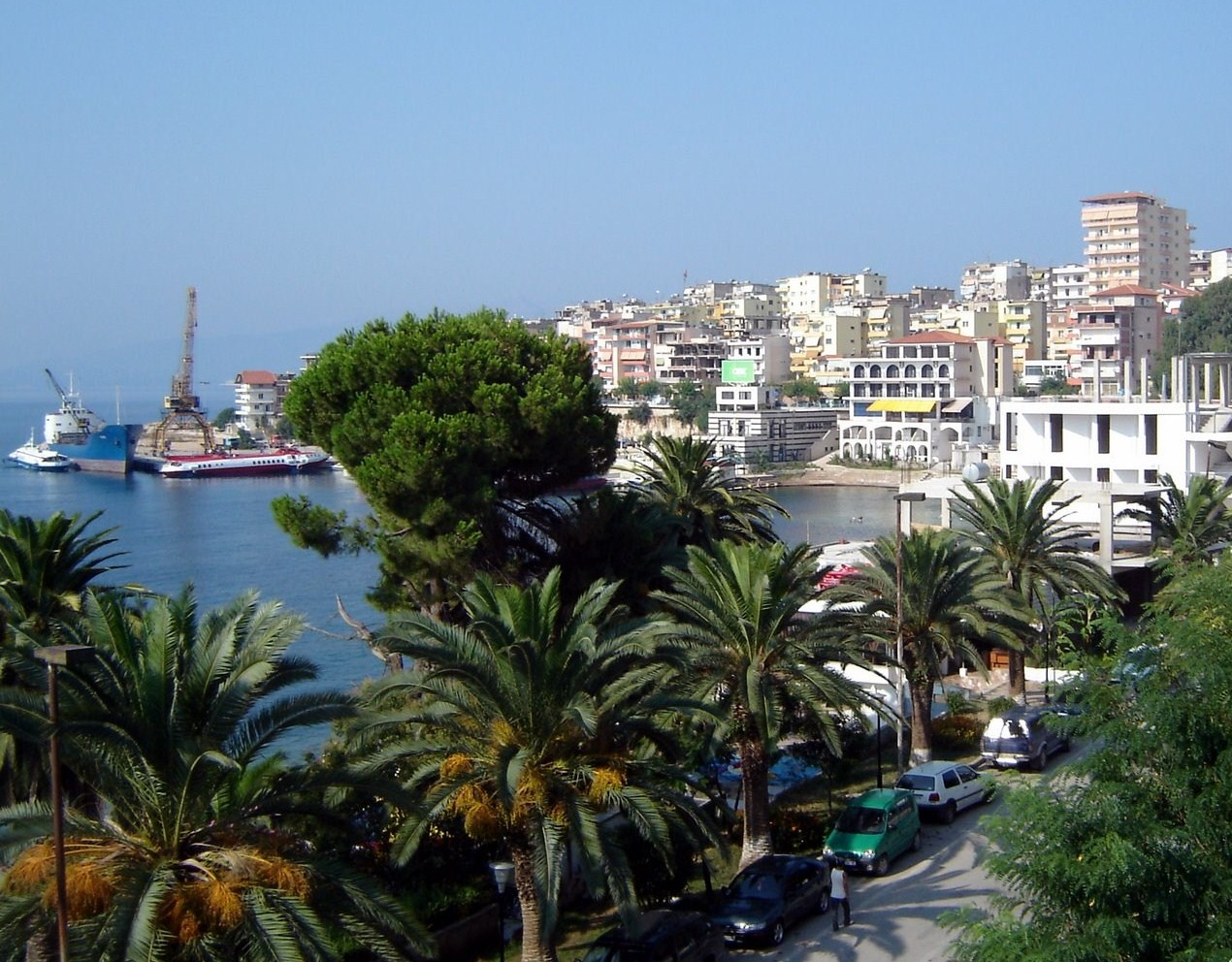
Přístav
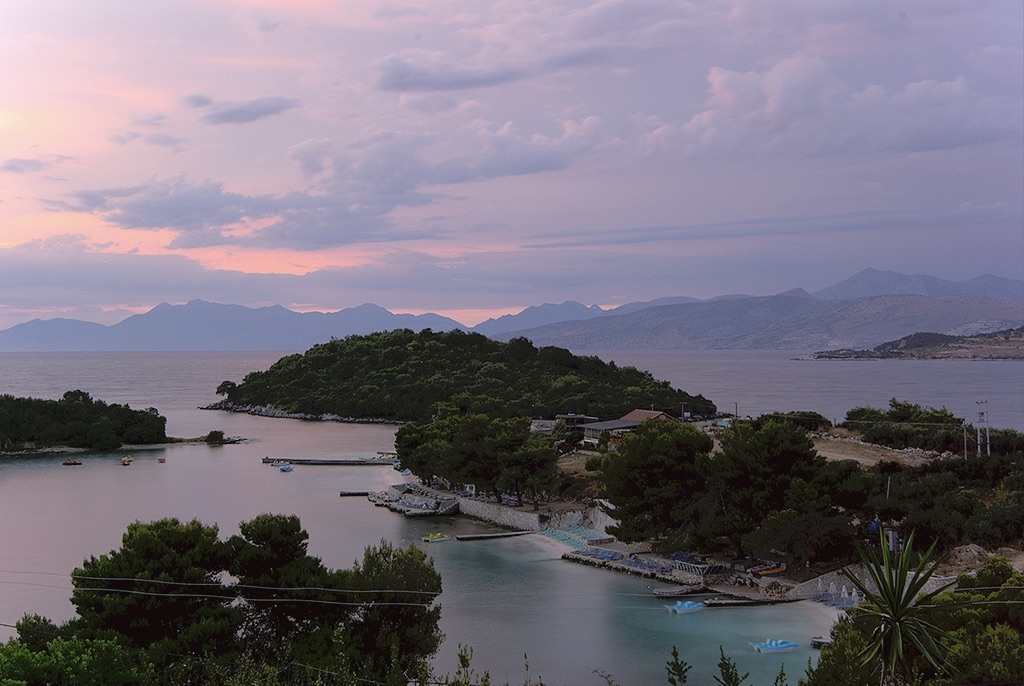
Pobřeží u Ksamilu, jižně od města
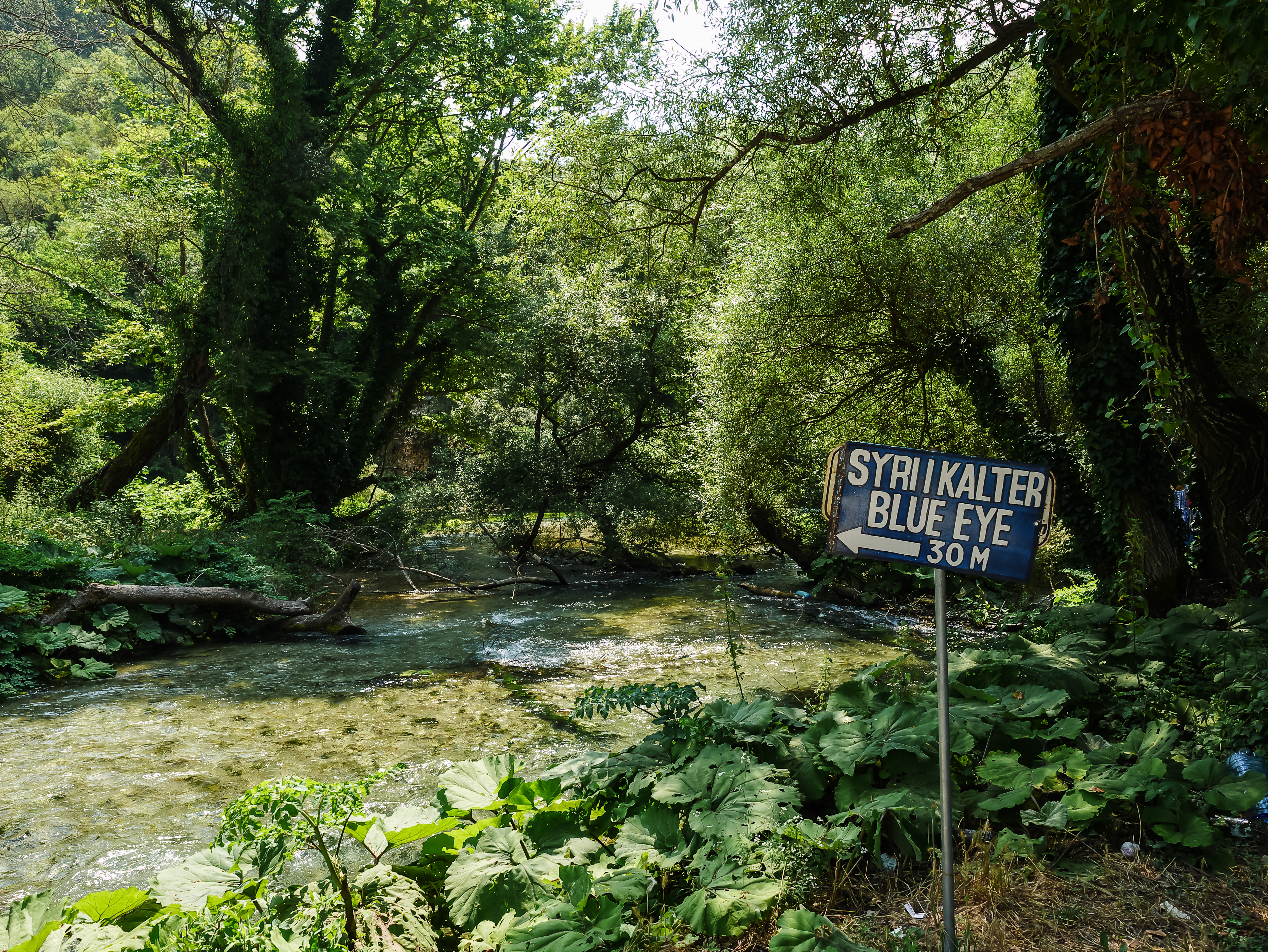
Vyvěračka Modré oko
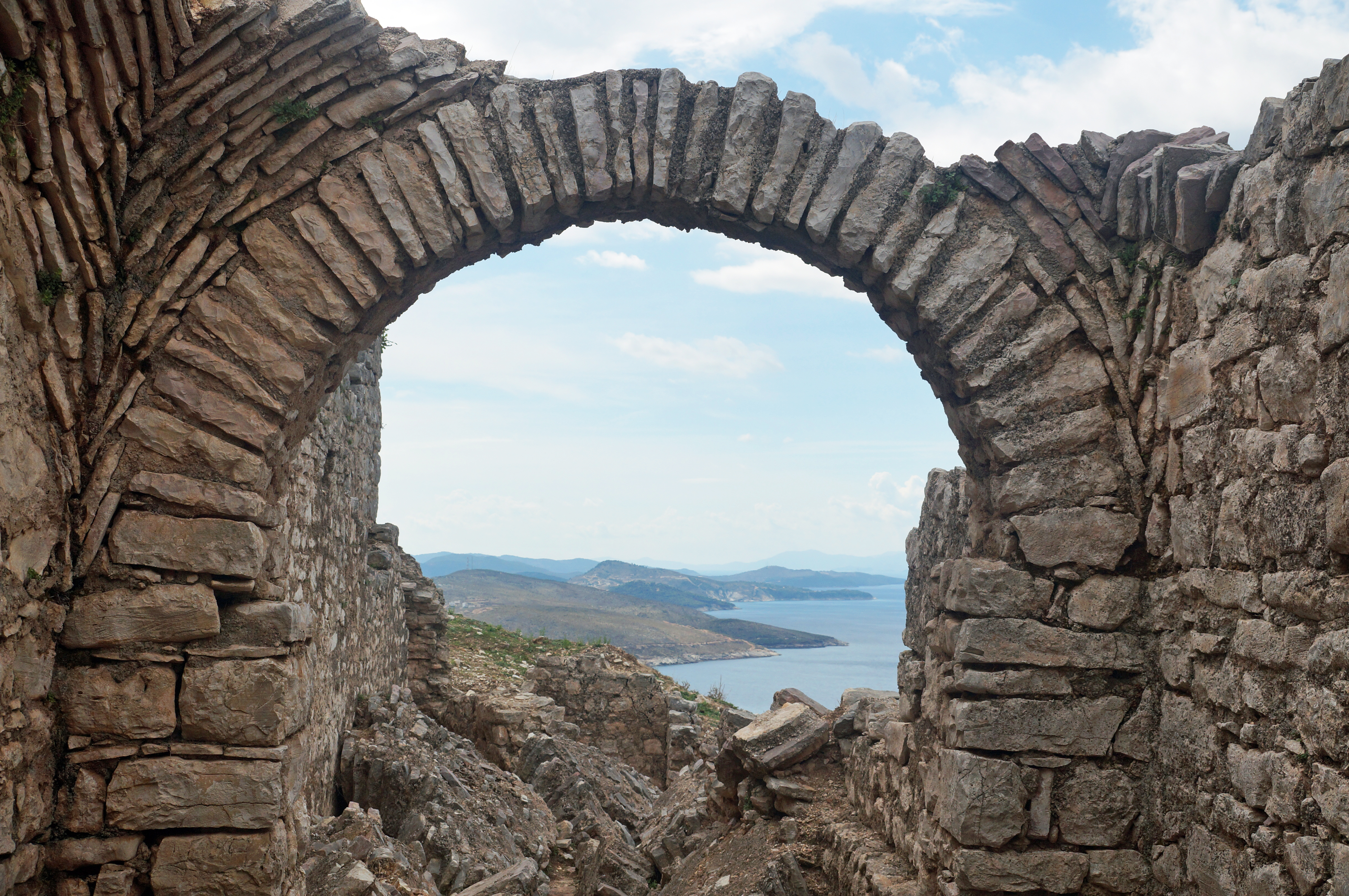
Pozůstatky byzantského kláštera

## Obyvatelstvo

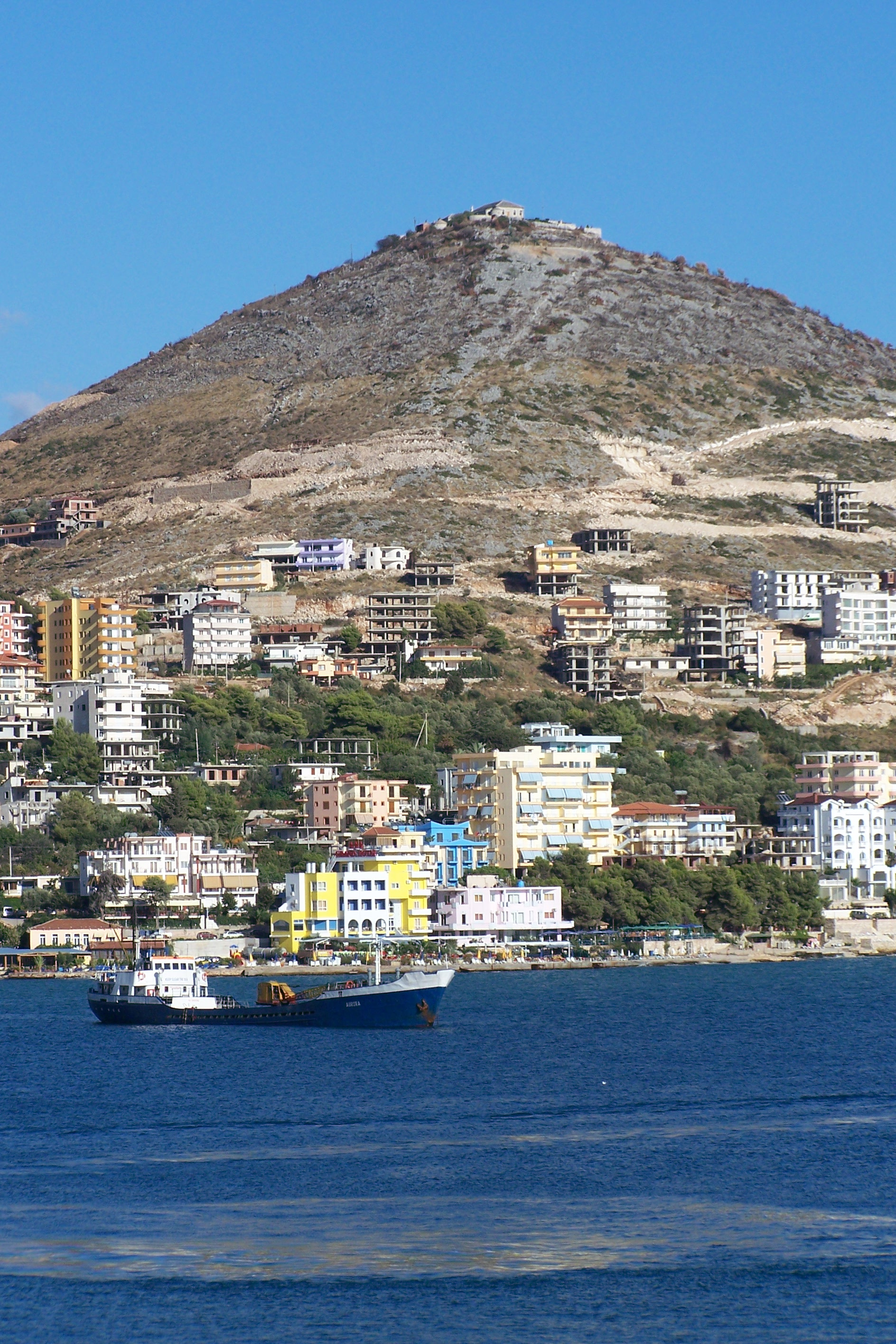
Nové hotely na plážích jižně od města.

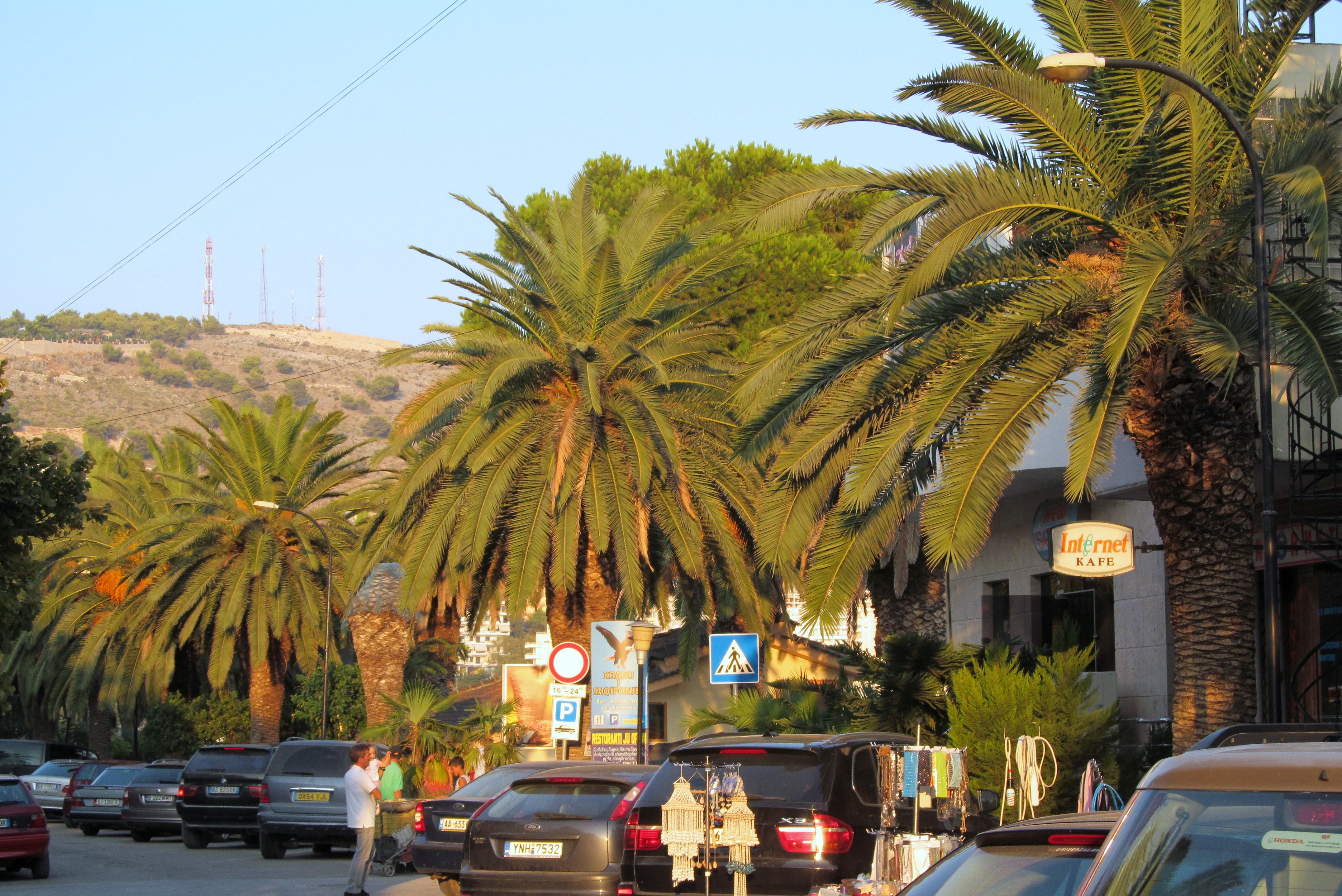
Palmy na pobřeží města.

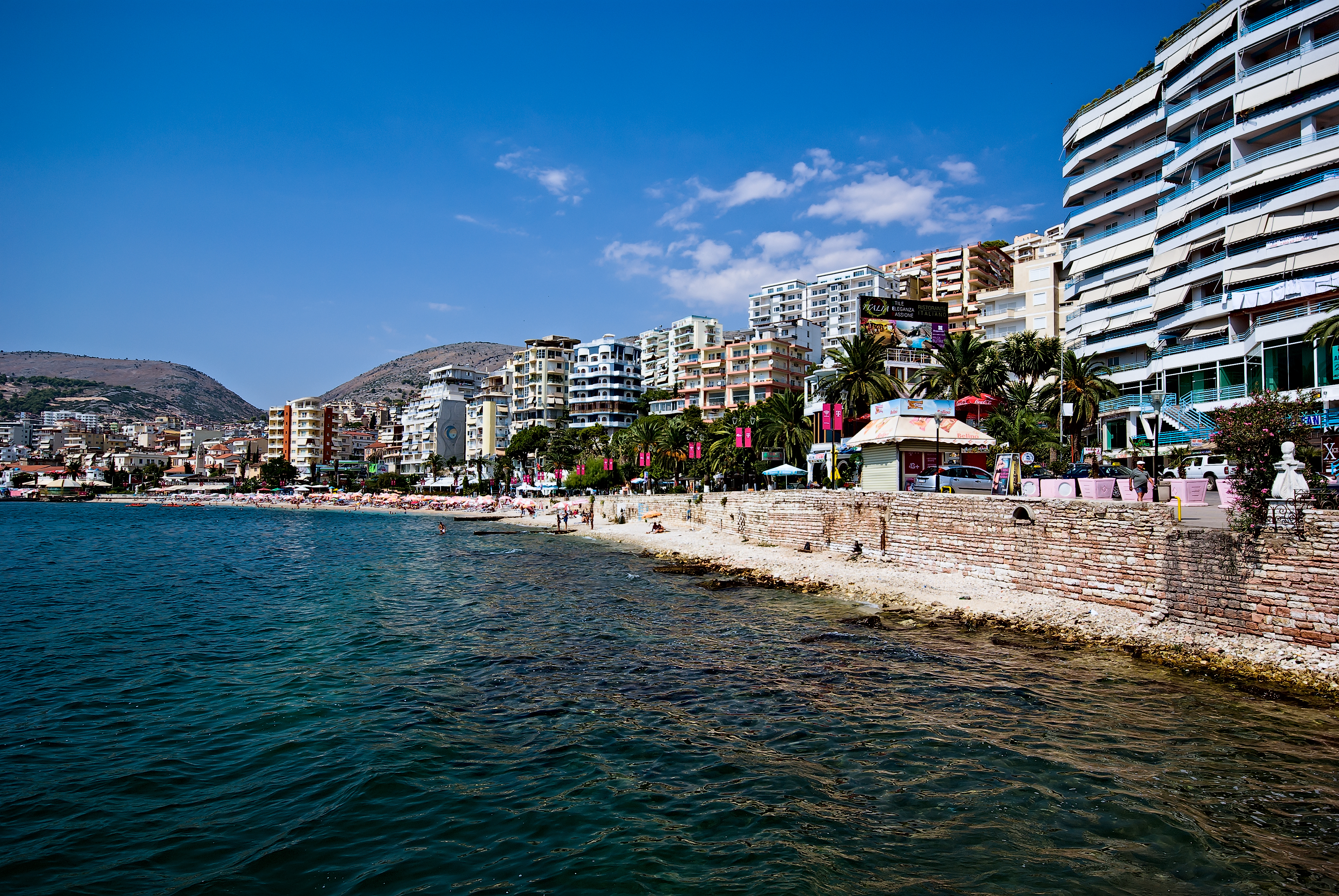
Pobřeží moře.

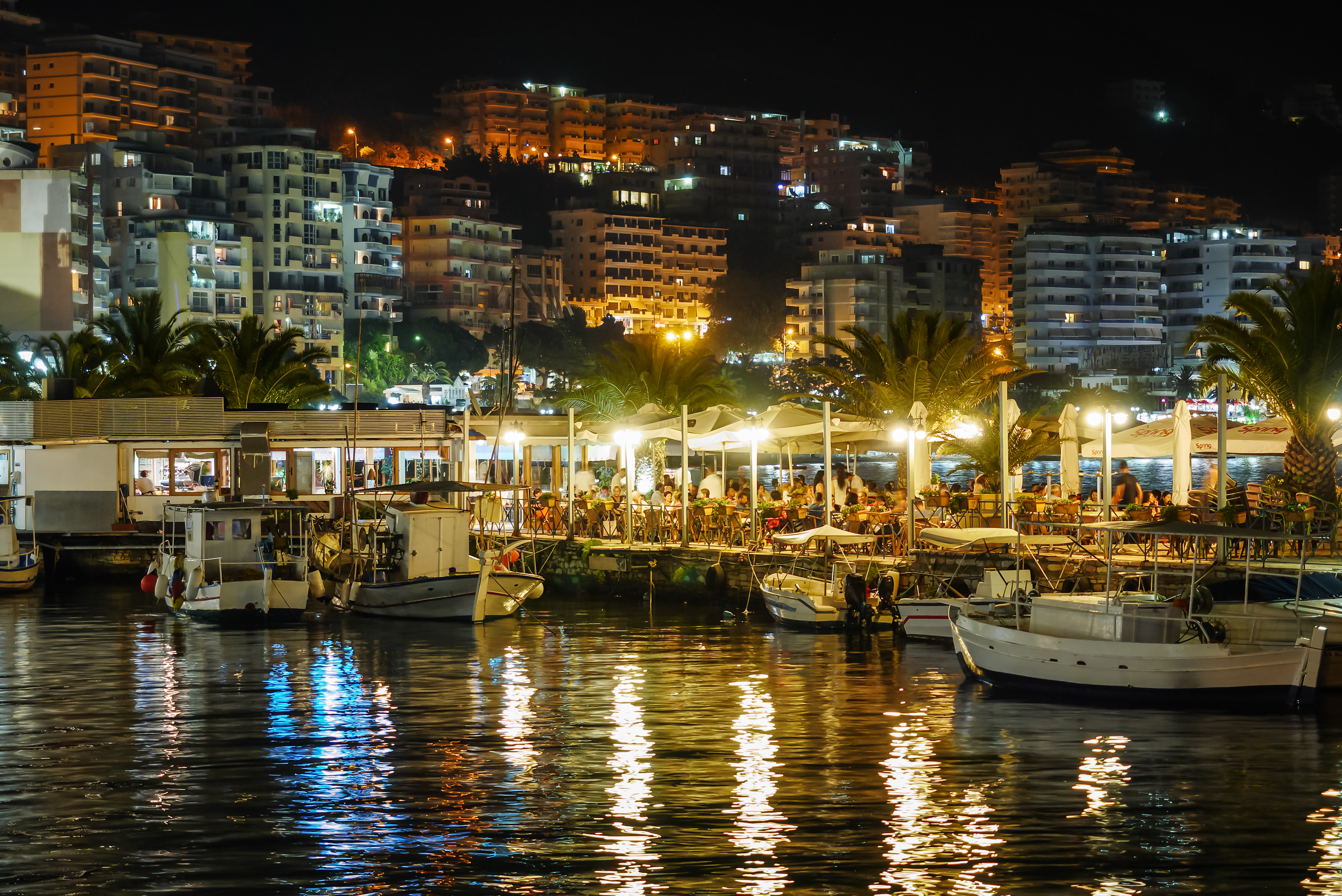
Noc na pobřeží.

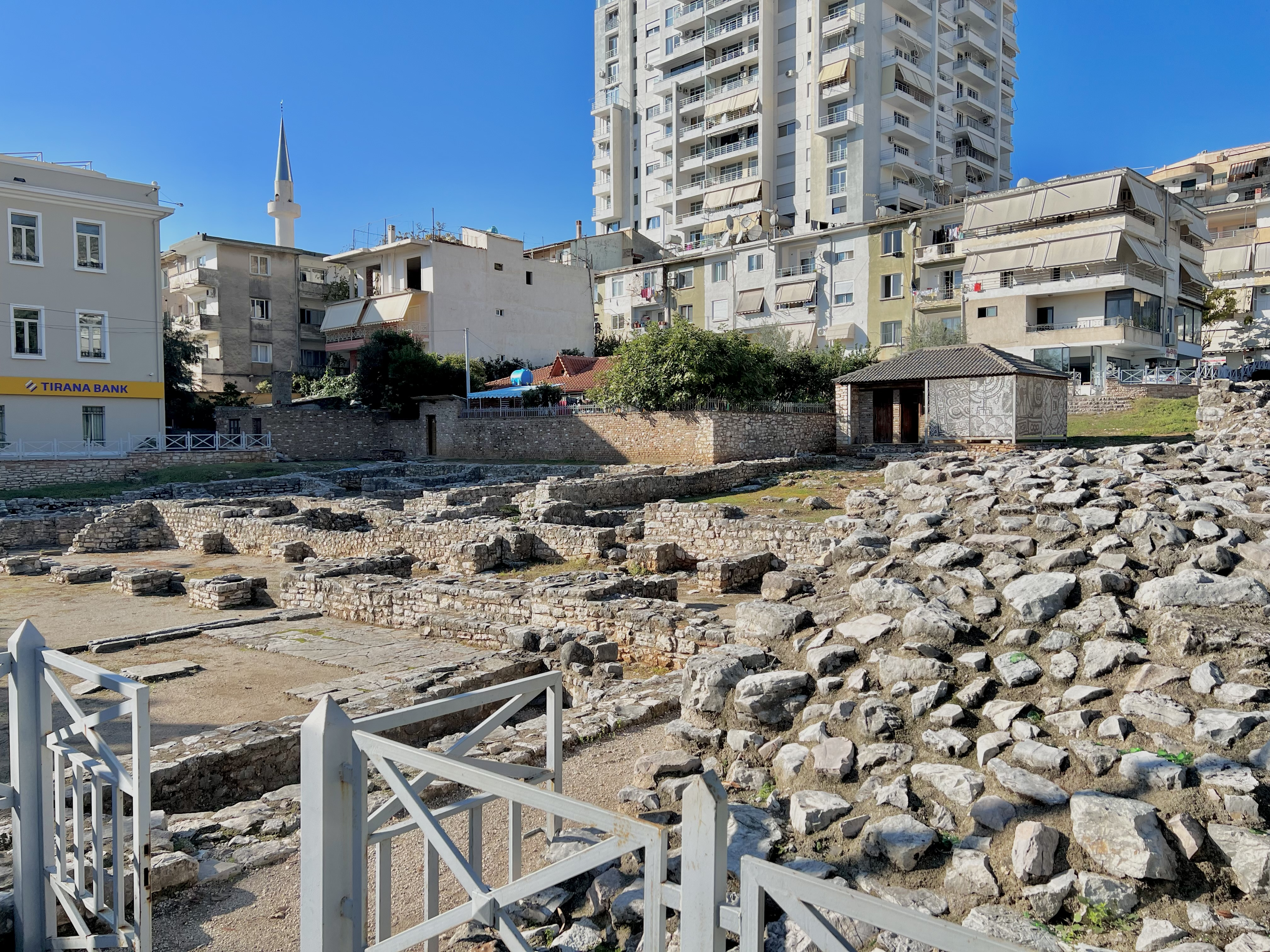
Archeologické vykopávky

Saranda má okolo čtyřiceti tisíc obyvatel. Tento počet se průběžně zvyšuje především díky postupující urbanizaci Albánie. Naproti tomu někteří další obyvatelé města odešli buď do větších albánských měst (např. do Tirany) nebo do zahraničí (Itálie).
V současné době se několik tisíc místních obyvatel hlásí k řecké národnosti. Spolu s Gjirokastërem je tak jedním z center řecké menšiny v Albánii. Počet Řeků vytrvale klesá, neboť z celkem šesti tisíc osob, které se k této národnosti v roce 1990 přihlásily, jich nemalý počet po roce 1991 z různých důvodů emigroval do Řecka.

## Doprava
Vzhledem k horským hřebenům, které se táhnou podél Albánské riviéry, tak i jižní částí albánského vnitrozemí, má Saranda jen velmi omezené dopravní spojení se zbytkem země. Hlavním dopravním tahem je silnice celostátního významu č. SH8, která vede přes město Himara do přístavu Vlora (na sever). Další hlavní silnice směřují do Delvinë (do vnitrozemí) a k hraničnímu přechodu Konispol s Řeckem (na jih). V samotné Sarandě existuje průsmyk Gjashtës, kterým je komunikace vedena. Dopravní spojení se zbytkem Albánie i Řeckem zajišťují z hlediska veřejné dopravy autobusy.
Místní přístav zajišťuje dopravní spojení s nedalekým řeckým ostrovem Korfu. Jeho využití pro nákladní dopravu je však poměrně nízké; v roce 2004 zde činil celkový obrat zboží pouhých 73 400 tun. Albánské námořnictvo má v Sarandě svůj přístav.
Město nemá vlastní letiště (nejbližší se nachází na ostrově Korfu). V roce 2021 bylo vypsáno výběrové řízení na výstavbu letiště, náklady mají dosáhnout 37 milionů eur. Diskuze o výstavbu vzdušného přístavu v jižním cípu země, konkrétně v Sarandě, však probíhají již od roku 2016.
Saranda není napojena na železniční síť; nejbližší nádraží se nachází v přístavu Vlora (železniční trať Fier–Vlora). Město nemá vlastní autobusovou dopravu, provozována je však autobusová linka ze Sarandy přes letovisko Ksamil do Butrintu. V samotném středu města se nachází místo, odkud vyjíždějí i meziměstské autobusy do Tirany a dalších měst.

## Sport
V západní části Sarandy stojí fotbalový stadion.

## Osobnosti
- Anita Bitri (1968–2004), zpěvačka
- Hasan Tahsini (1811–1881), politik
- Kiço Mustaqi (1938), politik
- Ilir Seitai (1957), šachista
- Antonia Stergiou (1985), řecká sportovkyně
- Louisa Tzouvani (1964), herečka
- Stavrianos Vistaris, řecký básník